# Козлоял-Сюба
Козлоя́л-Сюба́ (рос. Козлоял-Сюба, марій. Кожлаял) — присілок у складі Марі-Турецького району Марій Ел, Росія. Входить до складу Косолаповського сільського поселення.

## Населення
Населення — 5 осіб (2010; 12 у 2002).
Національний склад (станом на 2002 рік):
- марійці — 83 %